# Oxford (Arkansas)
Oxford es una ciudad ubicada en el condado de Izard en el estado estadounidense de Arkansas. En el Censo de 2010 tenía una población de 670 habitantes y una densidad poblacional de 39,85 personas por km².

## Geografía
Oxford se encuentra ubicada en las coordenadas 36°12′33″N 91°55′10″O / 36.20917, -91.91944. Según la Oficina del Censo de los Estados Unidos, Oxford tiene una superficie total de 16.81 km², de la cual 16.81 km² corresponden a tierra firme y (0%) 0 km² es agua.

## Demografía
Según el censo de 2010, había 670 personas residiendo en Oxford. La densidad de población era de 39,85 hab./km². De los 670 habitantes, Oxford estaba compuesto por el 96.12% blancos, el 0.15% eran afroamericanos, el 1.94% eran amerindios, el 0.75% eran asiáticos, el 0% eran isleños del Pacífico, el 0% eran de otras razas y el 1.04% pertenecían a dos o más razas. Del total de la población el 0.45% eran hispanos o latinos de cualquier raza.